# 山上八幡神社 (奈良市)
山上八幡神社（やまがみはちまんじんじゃ）は、 奈良県奈良市山陵町にある神社。旧村社、神饌幣帛料供進社。佐紀盾列古墳群の一角に鎮座しており、垂仁天皇皇后・日葉酢媛命の陵に治定されている佐紀陵山古墳の前に位置している。

## 歴史
創建時期は不詳だが、佐紀町の川辺家所蔵の古文書写しによると、

龔敬白奉㆑封二斯書一巻於八幡ノ宮殿一、超昇寺家子孫苗曩武運増進、家門安栄之加護也、（下略）

　　　　　超昇寺兵部少輔春正子豊弘

　　　　　　　　　　　　息孫七郎弘盛

　　　　　　　天正曆歲次丙子八月吉日

と記された、天正4年（1576年）に超昇寺氏が本神社で一家の安栄を祈った祈願文が伝わっている。
本神社の属する小字山上町は、かつては超昇寺村に属したが、寛永16年（1639年）から元禄15年（1702年）までの間に同村が8ヶ村に分かれた際、山上村となった。その後1876年（明治9年）9月13日に近隣5ヶ村が合併し佐紀村となり、後に佐紀村から分かれ山陵村と合併、さらに平城村の一大字となった。1951年（昭和26年）3月の平城村と奈良市の合併を機に、同年10月1日山陵町から分離し山上町となった。しかし現在、山上町は存在せず本神社の住所は山陵町であるため、後に再合併されたようである。

## 祭神
- 誉田別命（八幡大明神）[8][4] - 中央に祀られる[4]。
- 天照皇大神[8][4] - 左に祀られる[4]。
- 天児屋根命（春日大明神）[8][4] - 右に祀られる[4]。

## 宮座
本神社のもっとも古い宮座の記録は、延宝5年（1677年）の「若宮八幡大菩薩氏子掟帳」が現存している。その他、弘化元年（1844年）12月の「御宮座入帳」や、1877年（明治10年）の「年行司覚帳」などが残されている。
現在は1932年（昭和7年）1月に改められた同意書に従い、宮座の行事は六人衆によって行われている。

## 境内

### 本殿
現在の社殿は流造檜皮葺である。町内に伝わる覚書によると、文政13年（1830年）に春日大社神主であった富田三位によって、春日大社摂末社の式年造替後の社殿が寄付され、本神社の本殿とされたことが記されている。

　　　　　文政十三年庚寅年八月　　　　　　　　　　　　　富田三位

　　　　　　山上村

　　　　　　　　　　八幡宮社氏子中

　　　　　　　　　　……

　　八幡宮旧社

　　　　　壱尺弐寸　　壱尺八寸

　　右之通リニ有之処、今度富田三位様ヨリ御寄附社

　　　　　奥行　弐尺八分　　表間　弐尺八寸八分　御拝　壱尺五寸二分

その後、翌年の天保2年（1831年）7月に屋根を葺き替え、1878年（明治11年）にも屋根替えを行った記録がある。

### 拝殿
中央は土間で左右は床張りになっている。建立は延宝5年（1677年）、修理は安政元年（1854年）と1876年（明治9年）に行われた記録がある。

### 豊臣秀吉お手植えの杉
天正19年（1591年）、豊臣秀吉が文禄・慶長の役に際して、武運長久を祈願し手植えした杉の木が境内に聳える。場所は本殿に向かって左後方である。

### その他の施設
- 参籠所[8]
- 休憩所[8]
- 太鼓台庫[8]
- 祓殿[8]
- 手水舎[8]

### ギャラリー

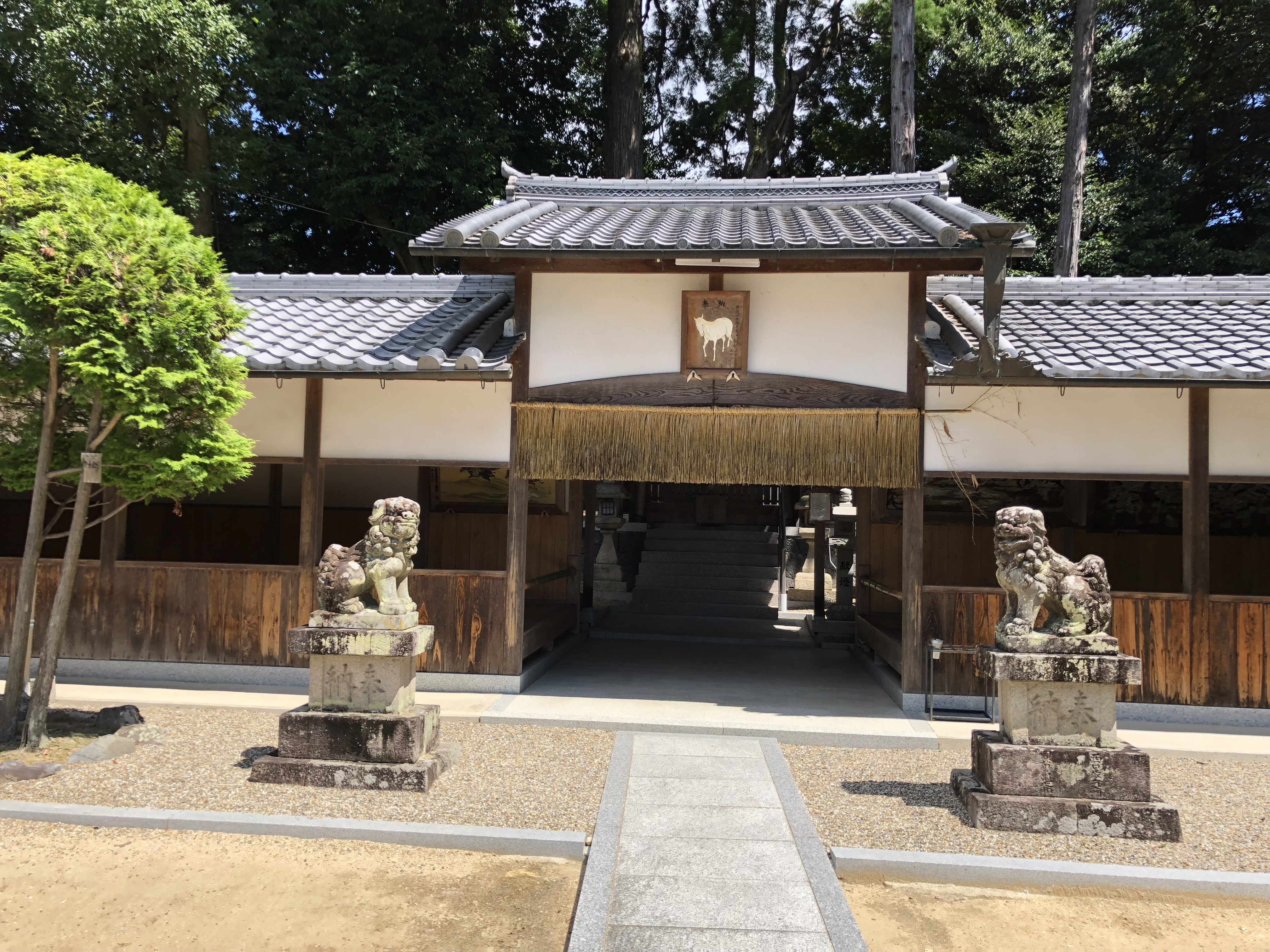
拝殿
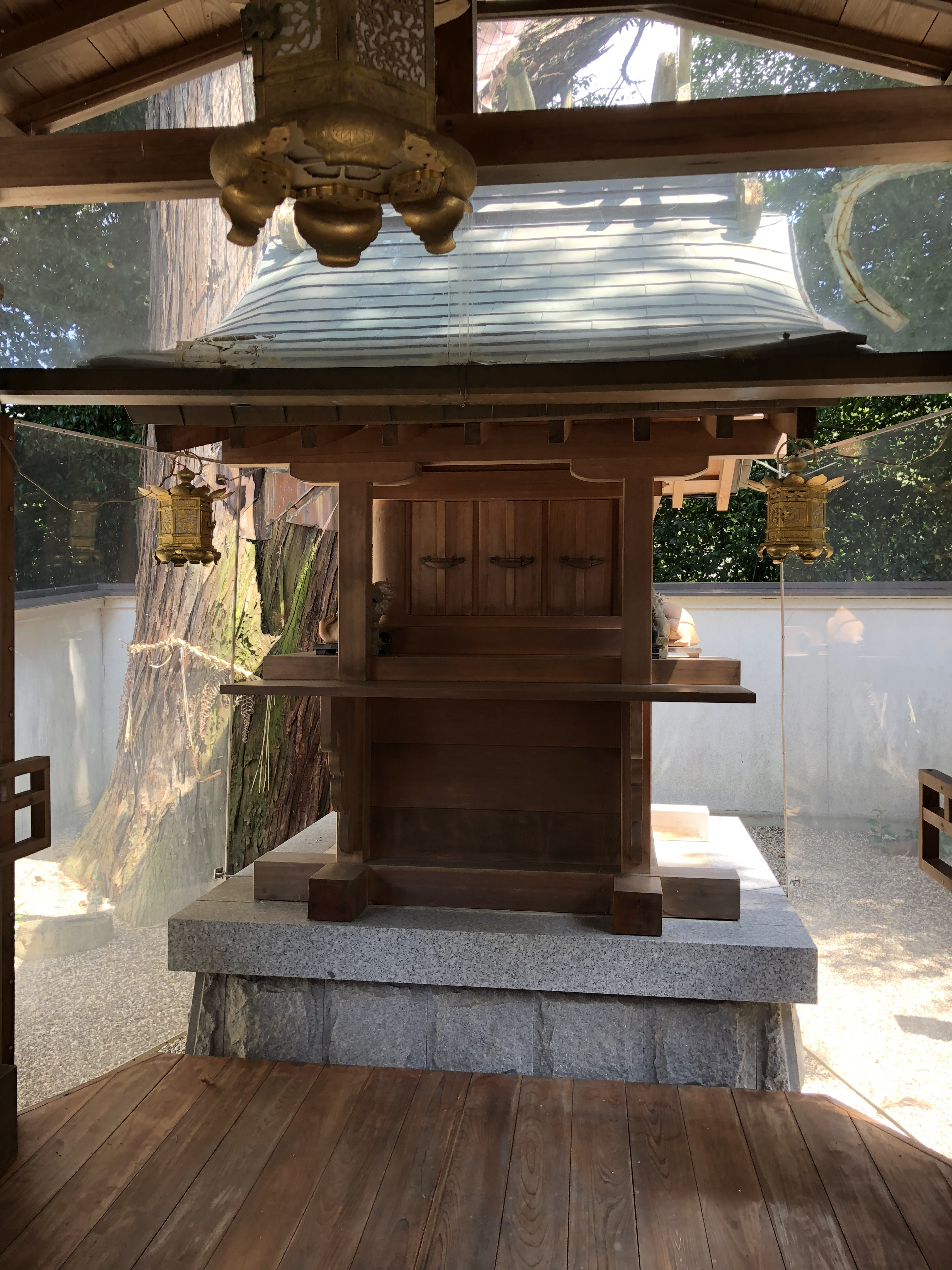
本殿
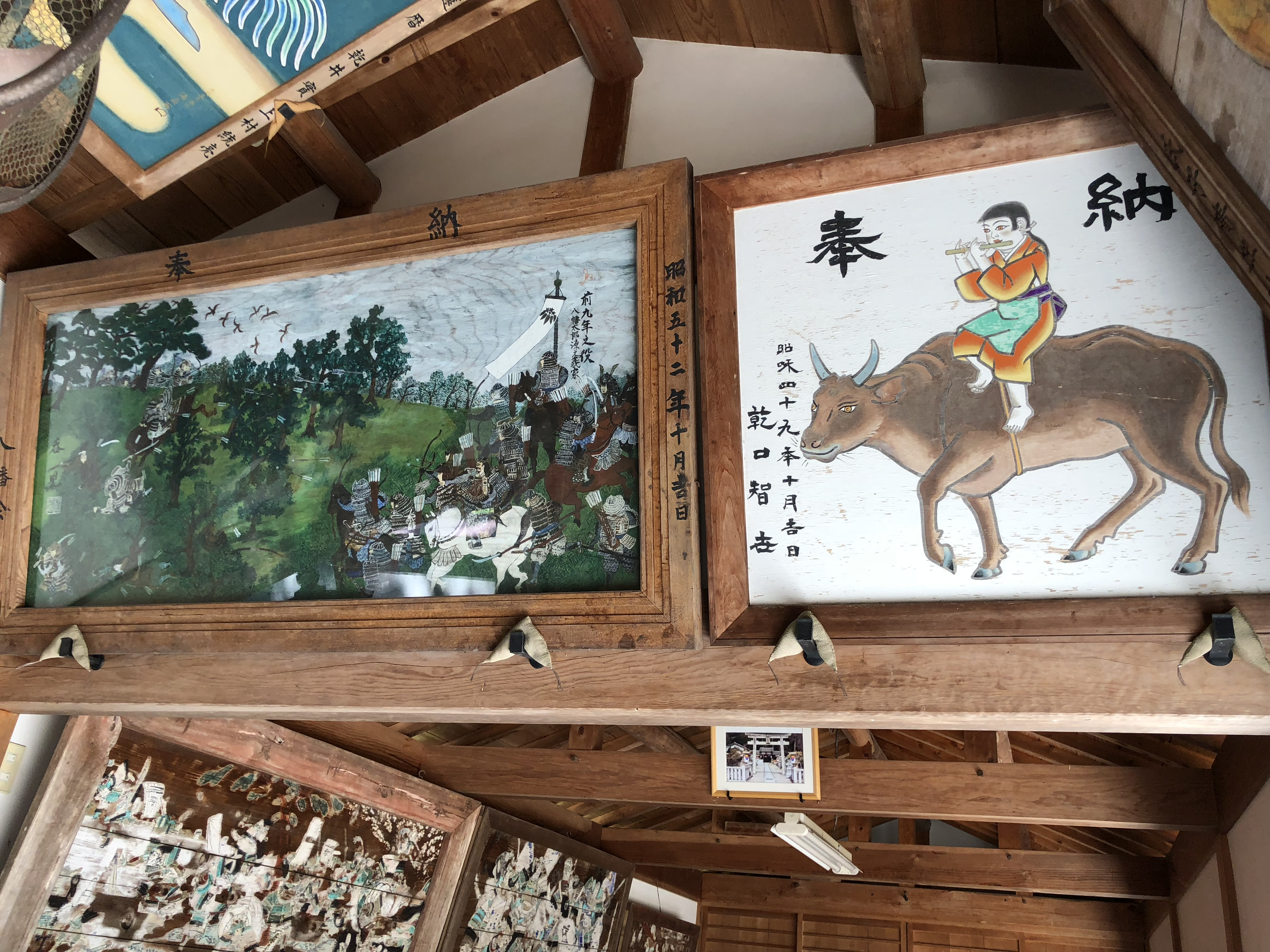
前九年の役などの絵馬
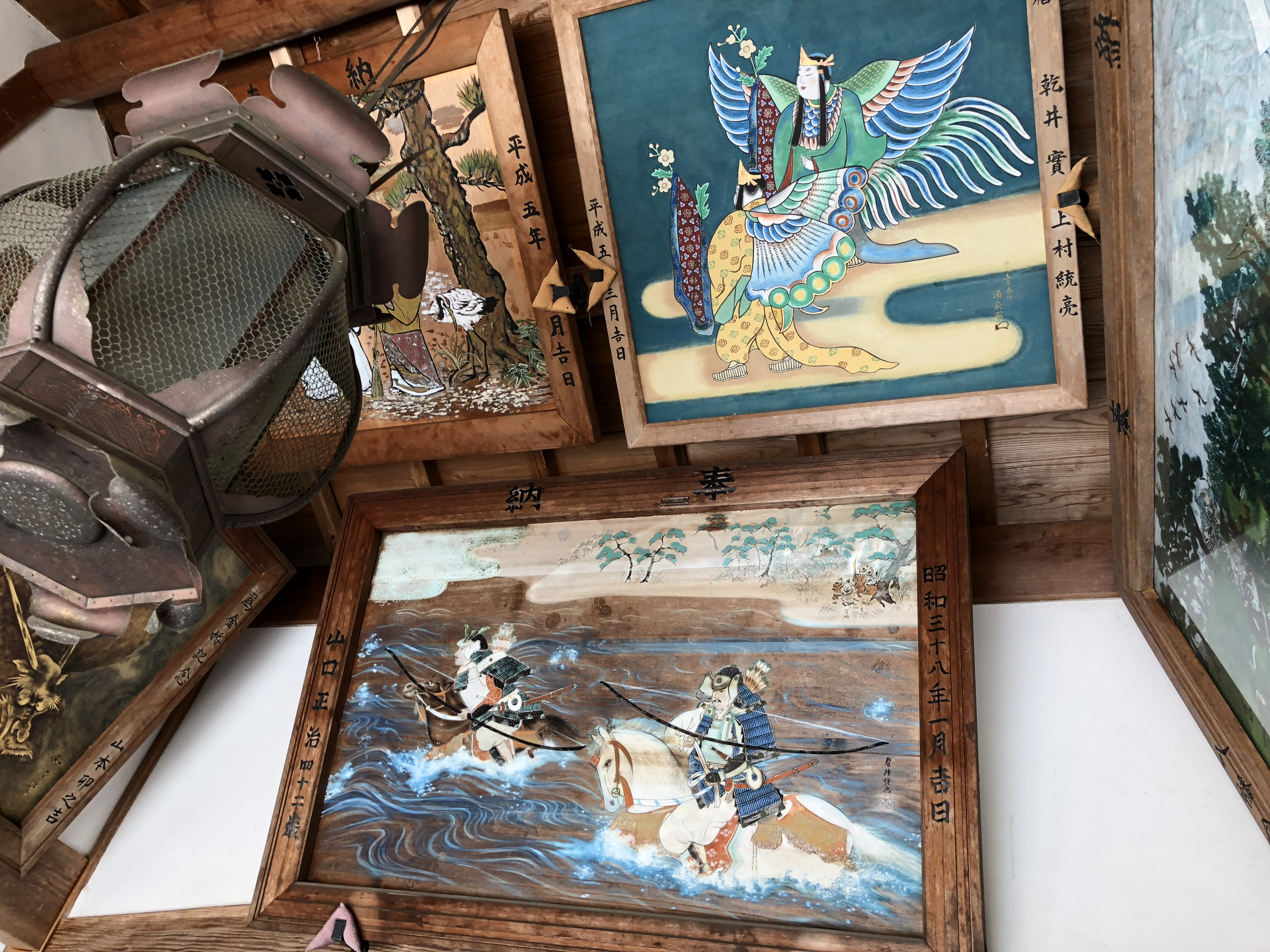
宇治川合戦？などの絵馬
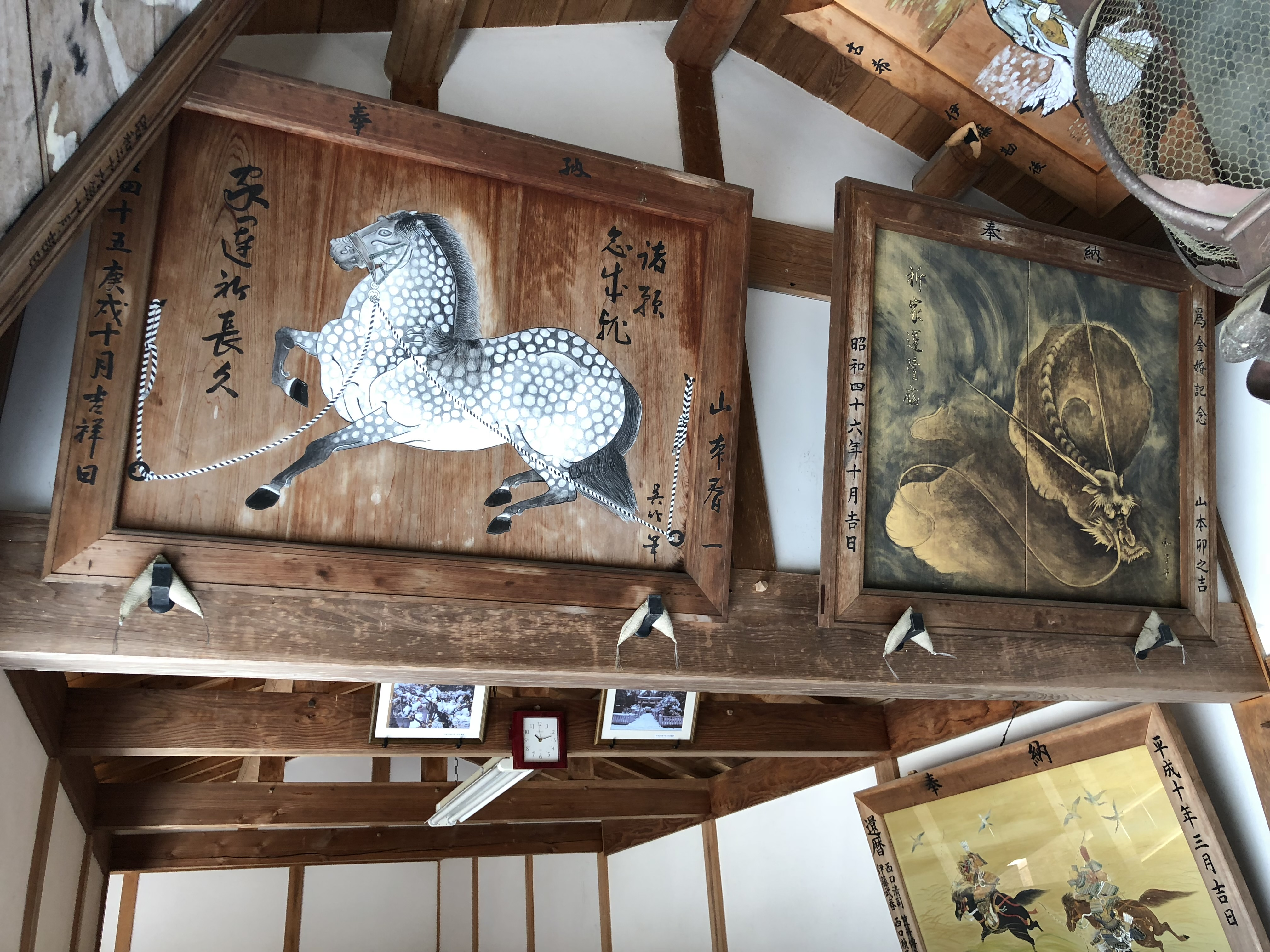
龍、馬などの絵馬

## 現地情報
所在地
- 奈良県奈良市山陵町御陵前326

交通アクセス
- 近畿日本鉄道 平城駅から徒歩7分